# 莱特纳博物馆
莱特纳博物馆（Lightner Museum）是一个古董博物馆，主要收藏美国镀金时代作品，设于美国佛罗里达州圣奥古斯丁市中心历史悠久的“阿尔卡萨酒店”（Hotel Alcazar）建筑内。这座建于1887年的西班牙新文艺复兴风格的建筑被列入国家史迹名录。

## 历史
阿尔卡萨酒店是由亨利·弗拉格勒委托建造，目的是吸引那些乘坐他的铁路佛罗里达东海岸铁路南下过冬的富裕游客。酒店由纽约的卡雷尔和黑斯廷斯建筑师事务所设计，采用西班牙新文艺复兴风格。这家事务所还设计了街对面的庞塞德莱昂酒店（Ponce de León Hotel），现在是弗拉格勒学院（Flagler College）校园的一部分。这两座建筑是世界上最早的浇筑混凝土建筑之一。这些建筑师后来设计了纽约市的纽约公共图书馆和华盛顿特区的罗素参议院办公大楼（Russell Senate Office Building）。
酒店设有蒸汽房、按摩院、硫磺浴、健身房、三层宴会厅、世界最大的室内游泳池；然而，这座作为富裕顾客的优雅冬季度假胜地的酒店，还是于 1932 年关闭。
1947年8月20日，芝加哥出版商奥托·C·莱特纳 (Otto C. Lightner) 购买了这座建筑，将酒店改造成一个博物馆。他利用这个空间用于收藏他的大量维多利亚时代的艺术品。 后来他将其交给圣奥古斯丁市，博物馆于1948年向公众开放。
这座建筑本身就相当吸引人，以一个开放的庭院为中心，院内有棕榈树和一个配有石拱桥的锦鲤池。

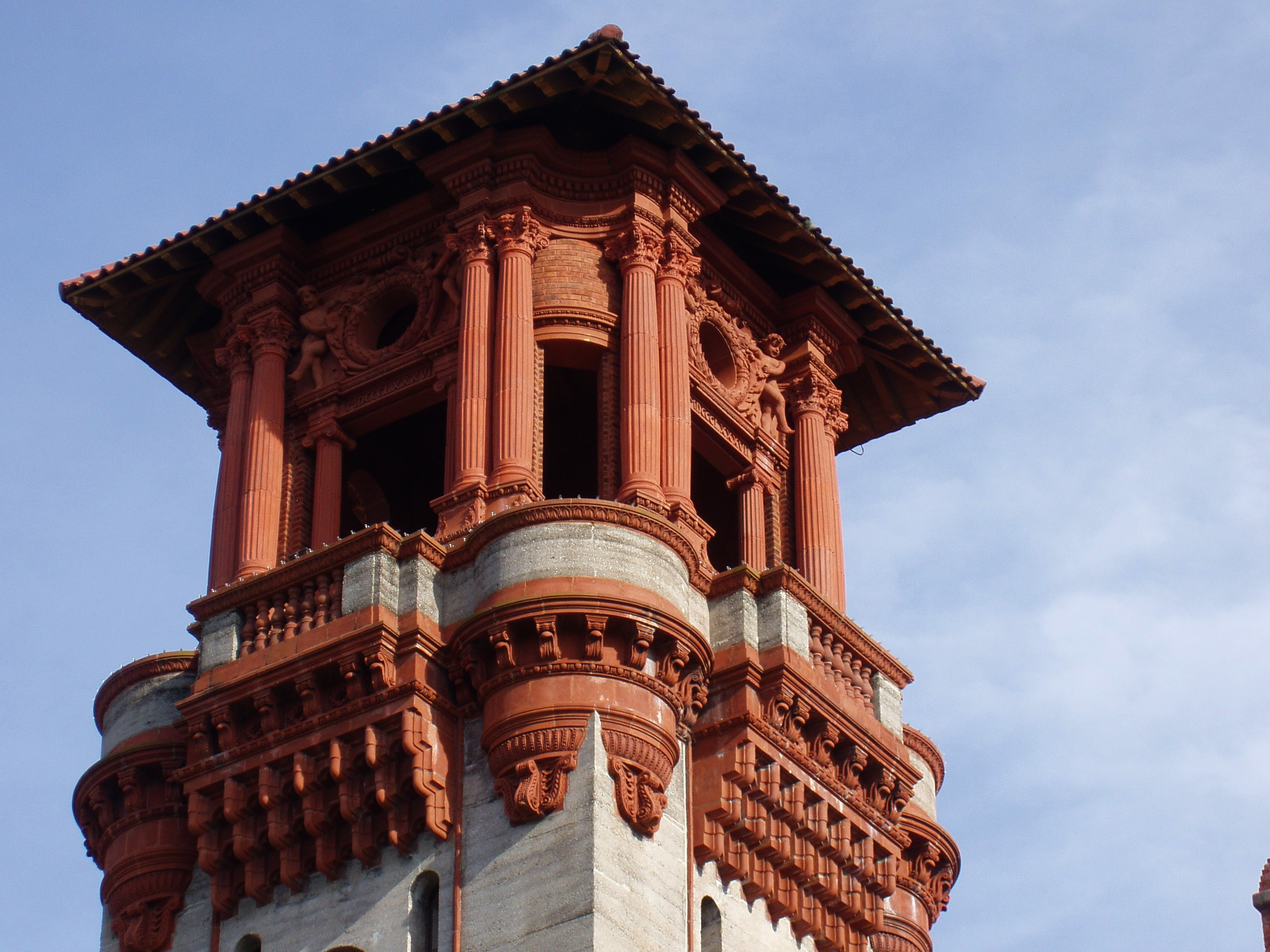
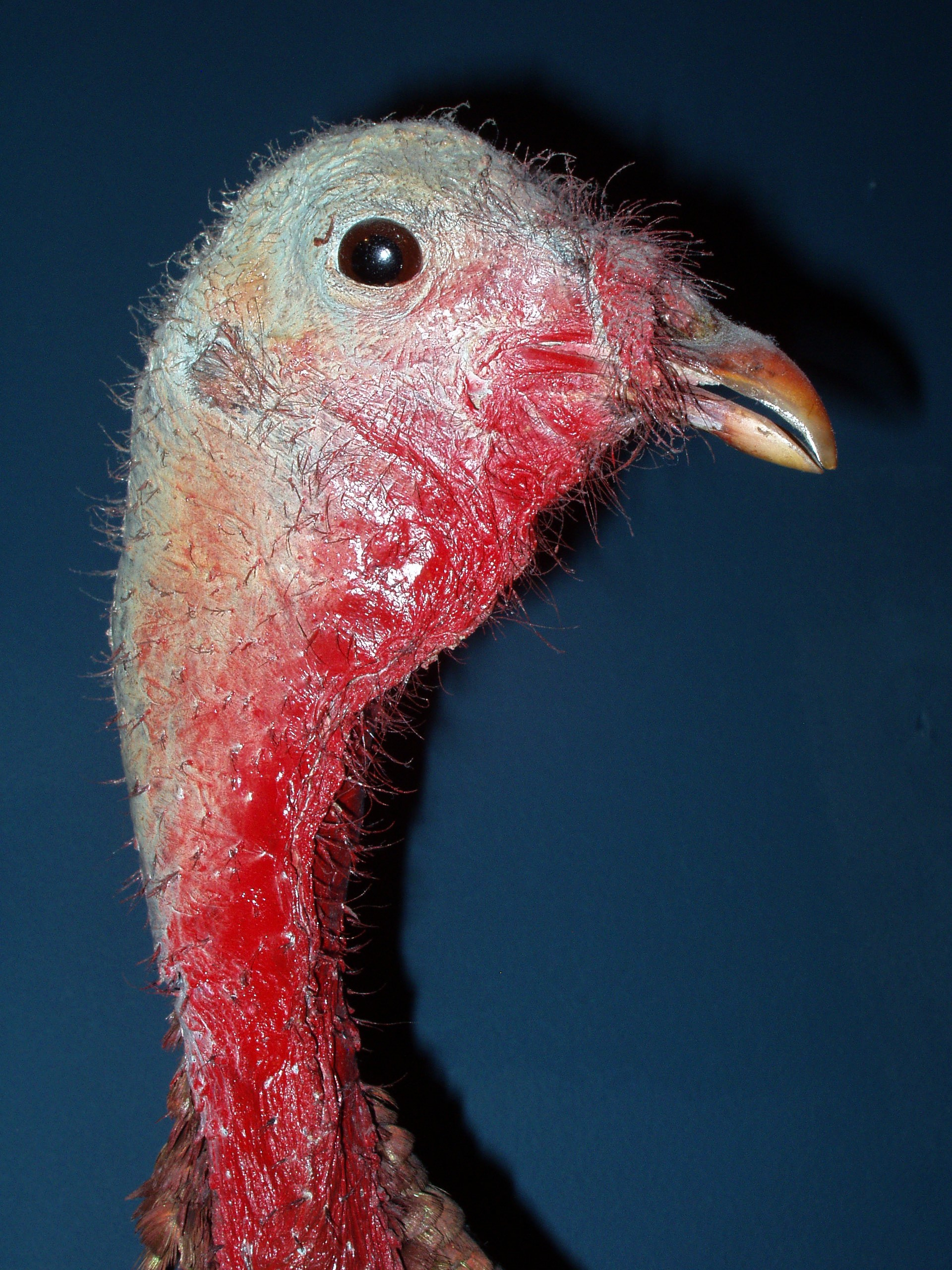
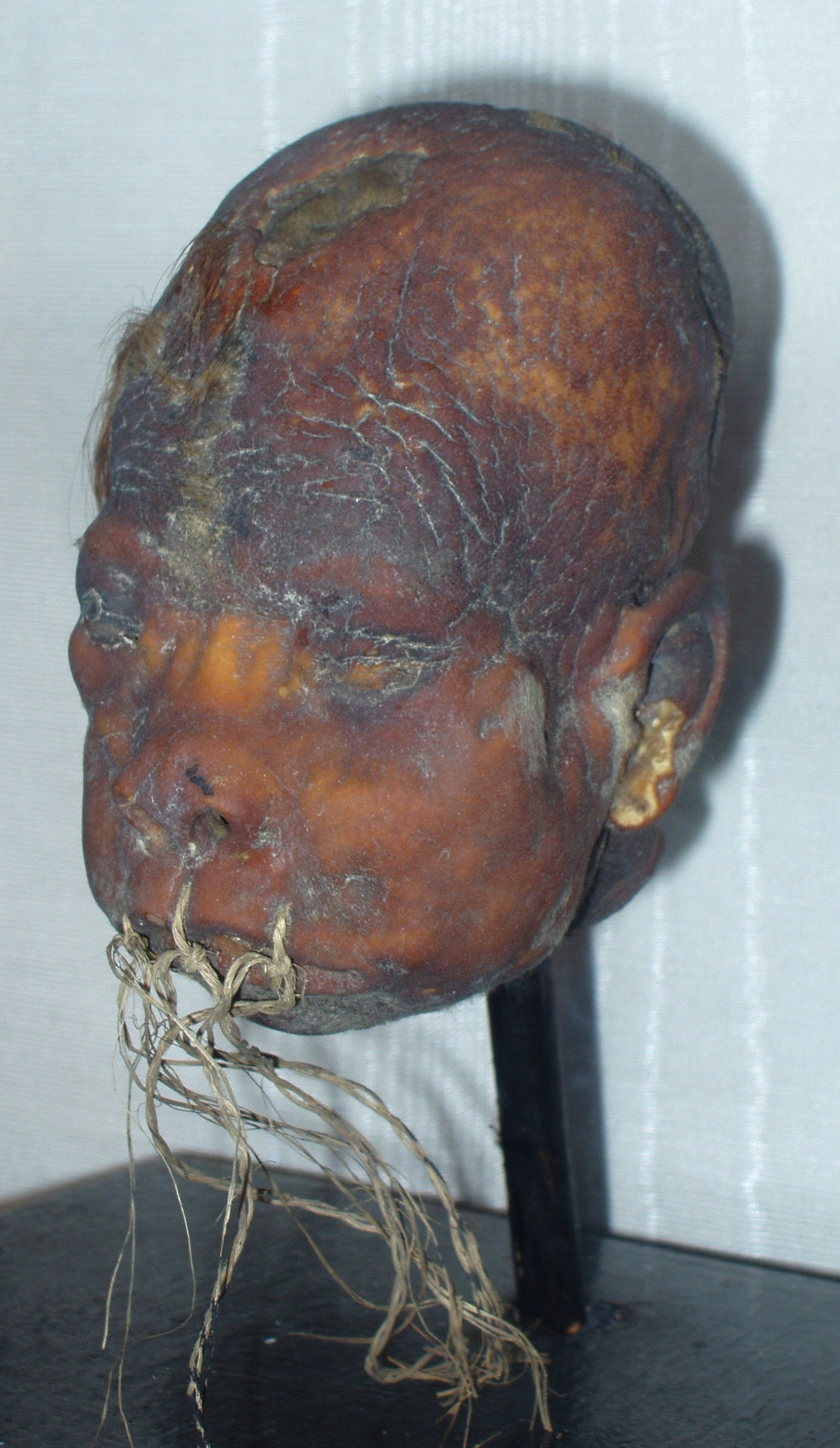
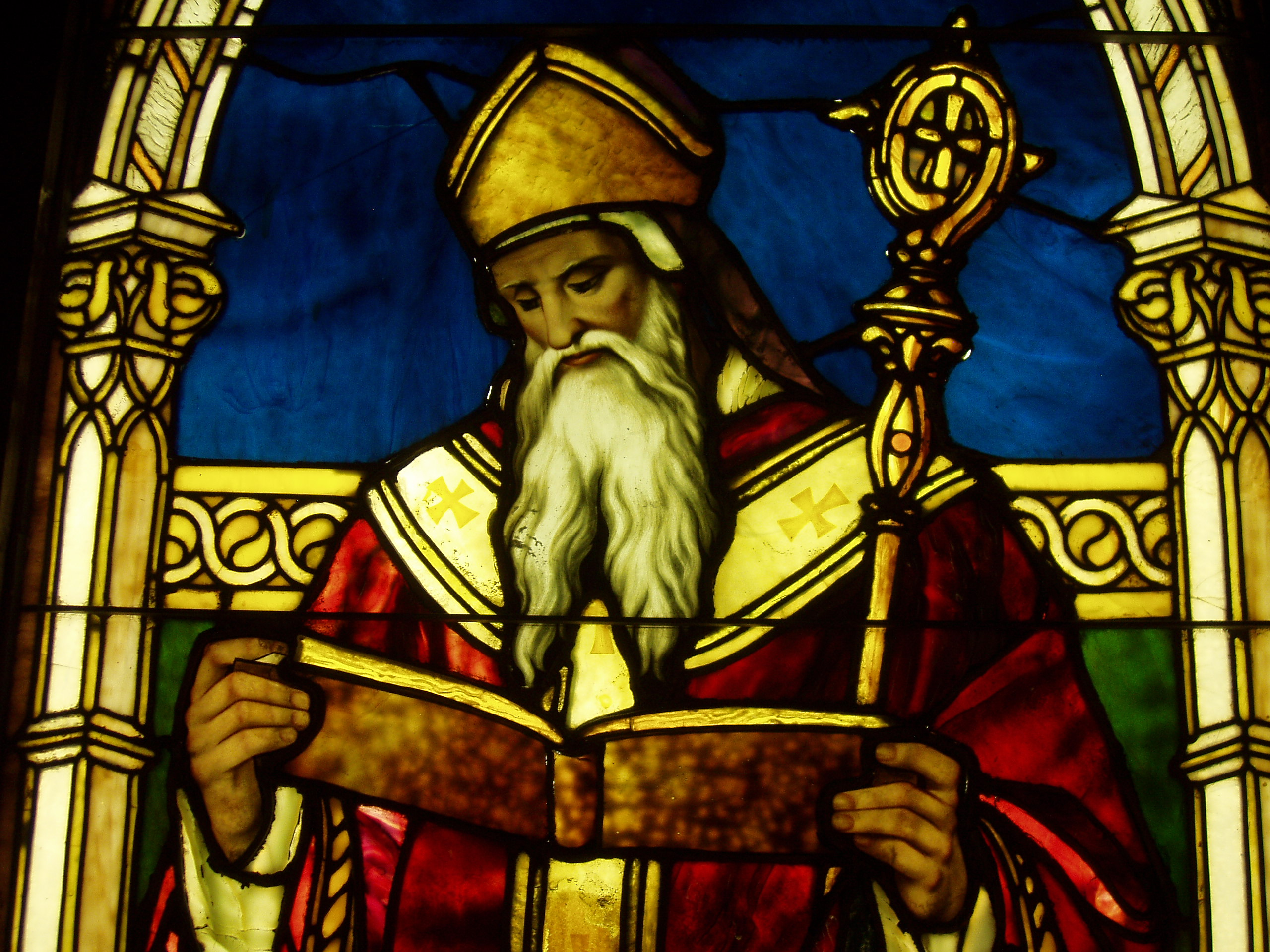
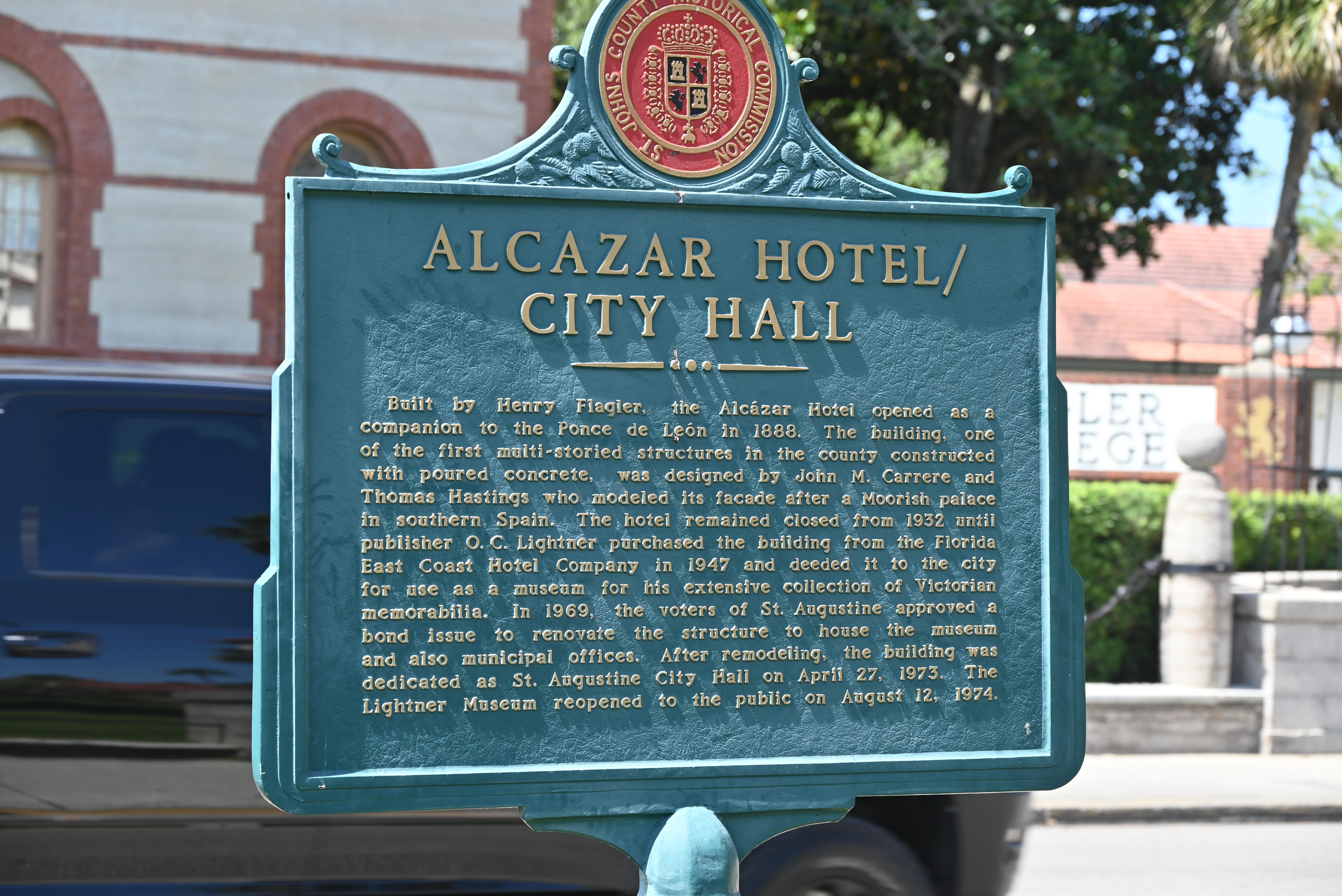